# بوئنوس آیرس (آریزونا)
بوئنوس آیرس (به انگلیسی: Buenos Aires) یک منطقهٔ مسکونی در ایالات متحده آمریکا است که در آریزونا واقع شده‌است. بوئنوس آیرس ۹۲۸ متر بالاتر از سطح دریا واقع شده‌است.